# Milman Parry
Milman Parry (Oakland, 23 de juny de 1902 - Los Angeles, 3 de desembre de 1935) va ser un filòleg clàssic estatunidenc d'expressió francesa, creador de la teoria de la composició oral formular de les epopeies antigues. Les seves teories sobre l'origen de les obres d'Homer han revolucionat els estudis homèrics fins al punt que ha estat descrit com el «Darwin dels estudis homèrics». A més, va ser un pioner en la disciplina de la tradició oral.

## Primers anys i educació
Parry va néixer el 1902 a Oakland, Califòrnia. Va créixer en una casa plena de llibres, amb un pare autodidacte i molt llegit. Ell i els seus germans sovint recitaven poemes de memòria com a joc.
Es va graduar a l'Oakland Technical High School el 1919, i va estudiar a la Universitat de Califòrnia a Berkeley on es va convertir en un expert en grec antic i els clàssics, i on obtingué els títols de bachelor of Arts i master of Arts. El 1924 se n'anà a estudiar a París, on aprendria francès i on estudiaria el doctorat a la Sorbona i va ser alumne del lingüista Antoine Meillet.
El 1928 obtingué el títol de doctor en lletres a La Sorbona amb una tesi titulada L'épithète traditionnelle chez Homère fundant així el que després se n'anomenà la teoria de la composició oral i formular de la poesia èpica antiga, bo i fundant-se en part en les teories d'Eric Alfred Havelock. El propòsit de la seva tesi era analitzar la funció d'epítets èpics homèrics com Nèstor, el vell conductor de carros, Aquil·leu, el dels peus lleugers o Diomedes, domador de cavalls i d'altres molts que farcien el text i es repetien amb una regularitat intrigant, fins al punt que molts crítics els consideraven interpolacions que entremesclaven el text vertader original. Per a Parry tals epítets posseïen una funció ben marcada com a útils de treball per a l'aede o bard cantor dels poemes, permetent-li construir la narració al seu gust i al dels assistents i, com sospitava Havelock, donant-los temps per ajudar-los a recordar els passatges següents. El caràcter oral del poema era evident en la dependència d'aquests aparells, tant com a ajuda per a la memòria com per facilitar la improvisació. Eren pistes que suggerien que les dues èpiques homèriques no eren invents d'un sol poeta, sinó que havien anat evolucionant gradualment en una llarga tradició. Com va dir un erudit, «Parry mai no va resoldre la qüestió homèrica [qui era Homer]; va demostrar que això era irrellevant».
Meillet va presentar a Parry a Matija Murko, que havia treballat sobre tradicions èpiques orals a Iugoslàvia i havia fet enregistraments fonogràfics d'algunes actuacions.

## Carrera acadèmica
El 1928-1929, Parry va començar la seva carrera acadèmica com a professor de llatí i grec a Universitat Drake d'Iowa. Entre 1933 i 1935 Parry, aleshores professor ajudant a la Universitat Harvard, va fer dues visites a Iugoslàvia, on va estudiar i enregistrar poesia tradicional oral en serbocroat amb l'ajuda en la seva segona visita del seu ajudant Albert Lord, i un cantant nadiu i fixador anomenat Nikola Vujnović, que es va convertir en essencial per trobar i comunicar-se amb altres cantants, coneguts com el guslar. Se n'anà a la regió de Novi Pazar a Sèrbia (a l'actual Kosovo), a començaments d'estiu del 1933, i romangué allà també durant el curs 1934-1935. En aquell lloc fou on hi hagué el 1389 la famosa batalla de Kosovo Polje entre les tropes cristianes albano-sèrbies del príncep Lazar i les turques del soldà Murat I que donà origen a grans epopeies narrades per bards sovint analfabets, però capaços de construir poemes d'alguns milers de versos gràcies a l'anomenat estil formular. Van treballar a Bòsnia, on l'alfabetització era més baixa i la tradició oral era, en el terme utilitzat per Parry i Lord, «la més pura». Van fer milers d'hores d'enregistraments en remots pobles de muntanya de pagesos analfabets que cantaven cançons èpiques d'una durada prodigiosa des de la memòria. Parry i Lord van gravar amb un equip acabat d'inventar, discos plans d'alumini en lloc de vinil, fets a mida per a l'expedició, amb només un temps de gravació de cinc minuts. Els discos s'intercanviaven contínuament amb una màquina especial de dos discos per crear un únic enregistrament llarg, que després es va transcriure. També van gravar converses entre guslari després que es va fer evident que això també formava part del procés creatiu que fecundava la improvisació.
La «joia de la col·lecció» és The Wedding Song of Smailagić Meho, d'un poeta anomenat Avdo Međedović, «de lluny l'intèrpret més hàbil i versàtil que Milman va trobar». Una de les cançons, amb unes 13.000 línies i interpretada durant cinc dies, era l'anàleg més proper a Homer en qualitat i quantitat; Parry va dir que un «té la sensació aclaparadora que, d'alguna manera, està escoltant Homer». Međedović va presumir de saber cançons més llargues.
En les seves publicacions nord-americanes dels anys trenta, Parry va introduir la hipòtesi que l'estructura fórmula de l'èpica homèrica s'ha d'explicar com un tret característic de la composició oral, l'anomenada teoria de l'oralitat. Després de la mort de Parry, la idea va ser defensada per Albert Lord, sobretot a The Singer of Tales (1960).

## Mort i commemoració
Quan Parry va tornar als Estats Units el 1935, es va assabentar que la seva sogra rica s'havia enamorat d'algunes persones que li estaven robant sense que ella ho sabés. Durant les seves excursions de camp als Balcans, Parry havia adquirit l'hàbit de portar una pistola, i en va empaquetar una a l'equipatge per a una visita a Califòrnia amb la seva dona amb el propòsit d'ajudar la seva sogra. A la tarda del 3 de desembre, a l'hotel Palms de Los Angeles, Parry es vestia per a un sopar amb amics, mentre la seva dona es trobava en una altra habitació. Els relats no coincideixen, però ella va sentir un tret apagat o en Parry gemegar i el va trobar mort d'un tret al cor. Va morir poc després. Els detectius policials van determinar que l'arma va ser disparada accidentalment mentre es treia la roba de l'equipatge. No havia posat el fiador de la pistola i el gallet s'havia enredat en una camisa, que portava cremades de pólvora.
Van circular diversos rumors, incloses les idees que Parry es va suïcidar perquè estava desanimat pel fet que Harvard no li va donar una cita permanent, o que la seva dona el va matar. La filla de Parry, Marian, va creure durant la resta de la seva vida que la seva mare l'havia matat i va assenyalar els atacs de bogeria i les acusacions d'infidelitat de la seva mare. L'examen detallat de l'evidència pel classicista Steve Reece coincideix amb la conclusió oficial contemporània que la mort de Parry va ser accidental.
La mort prematura i accidental a causa d'un tret el 1935 impedí que prosseguís en els seus revolucionaris treballs, que feren avançar l'estudi de les epopeies orals i resultaren fonamentals per aclarir i encapçalar l'anomenada qüestió homèrica, però Albert Lord els continuà. Els treballs de Parry foren reimpresos el 1971 pel seu fill Adam amb el títol The Making of Homeric Verse: The Collected Papers of Milman Parry (Oxford University Press). La col·lecció Milman Parry de registres i transcripcions de la poesia heroica eslava del sud es troba ara a la Widener Library de la Universitat Harvard. La revista Oral Tradition es dedica a avançar en el treball de Parry.

## Influència
Segons Steve Reece, hi ha «un enorme cos de literatura sobre el llegat intel·lectual de Parry». La seva influència és evident en el treball dels estudiosos posteriors que han defensat que hi va haver una ruptura fonamental en l'estructura institucional entre la Grècia homèrica i la Grècia platònica, una ruptura caracteritzada pel pas d'una cultura oral a una cultura escrita. Aquesta línia de pensament sosté que en la societat homèrica, la poesia oral servia de registre de pràctiques institucionals i culturals. Aquesta tesi s'associa amb Eric Havelock, que cita Parry. Havelock argumenta que les expressions fixes que Parry va identificar es poden entendre com ajudes mnemotècniques, que eren vitals per al benestar de la societat, donada la importància de la informació que portava la poesia.

## Vida personal
Parry estava casat amb Marian Thanhouser, que provenia d'una família jueva alemanya, i va suportar comentaris antisemites d'alguns dels col·legues del seu marit. Van tenir dos fills, Marian i Adam (1928-1971). Aquest últim va ser el president del Departament de Clàssiques de la Universitat Yale, fins a la seva prematura mort, juntament amb la seva dona Anne Amory, en un accident de moto.

## Obra
- Adam Parry (editor), The Making of Homeric Verse: The Collected Papers of Milman Parry. New York & Oxford: Oxford University Press, 1987.